# Tennis aux Jeux panaméricains de 1995
Navigation
1991 1999
Les compétitions de tennis aux Jeux panaméricains de 1995 ont lieu du 14 au 24 mars 1995 à Mar del Plata, en Argentine.

## Médaillés
| Simple messieurs      | Hernán Gumy (ARG)                        | Javier Frana (ARG)                            | Jimy Szymanski (VEN)                       |  |  |  |
| Simple messieurs      | Hernán Gumy (ARG)                        | Javier Frana (ARG)                            | Nicolás Pereira (VEN)                      |  |  |  |
| Double messieurs      | Argentine Javier Frana Luis Lobo         | Venezuela Juan Carlos Bianchi Nicolás Pereira | Chili Sergio Cortés Gabriel Silberstein    |  |  |  |
| Double messieurs      | Argentine Javier Frana Luis Lobo         | Venezuela Juan Carlos Bianchi Nicolás Pereira | Mexique Ricardo Herrera Mario Pacheco      |  |  |  |
| Messieurs par équipes | Argentine                                | Uruguay                                       | Chili                                      |  |  |  |
| Messieurs par équipes | Argentine                                | Uruguay                                       | États-Unis                                 |  |  |  |
|                       |                                          |                                               |                                            |  |  |  |
| Simple dames          | Florencia Labat (ARG)                    | Ann Grossman (USA)                            | Bettina Fulco (ARG)                        |  |  |  |
| Simple dames          | Florencia Labat (ARG)                    | Ann Grossman (USA)                            | Chanda Rubin (USA)                         |  |  |  |
| Double dames          | Argentine Mercedes Paz Patricia Tarabini | États-Unis Ann Grossman Chanda Rubin          | Brésil Andrea Vieira Luciana Tella         |  |  |  |
| Double dames          | Argentine Mercedes Paz Patricia Tarabini | États-Unis Ann Grossman Chanda Rubin          | Mexique Lucila Becerra Xóchitl Escobedo    |  |  |  |
| Dames par équipes     | Argentine                                | Chili                                         | Brésil                                     |  |  |  |
| Dames par équipes     | Argentine                                | Chili                                         | États-Unis                                 |  |  |  |
|                       |                                          |                                               |                                            |  |  |  |
| Double mixte          | États-Unis Shaun Stafford Jack Waite     | Argentine Patricia Tarabini Luis Lobo         | Cuba Belkis Rodríguez Abréu Juan Pino      |  |  |  |
| Double mixte          | États-Unis Shaun Stafford Jack Waite     | Argentine Patricia Tarabini Luis Lobo         | Venezuela Ninfa Marra Volpe Jimy Szymanski |  |  |  |

## Tableau des médailles
| * | Pays hôte |

| Rang  | Nation      | Or | Argent | Bronze | Total |
| ----- | ----------- | -- | ------ | ------ | ----- |
| 1     | Argentine * | 6  | 2      | 1      | 9     |
| 2     | États-Unis  | 1  | 2      | 3      | 6     |
| 3     | Venezuela   | 0  | 1      | 3      | 4     |
| 4     | Chili       | 0  | 1      | 2      | 3     |
| 5     | Uruguay     | 0  | 1      | 0      | 1     |
| 6     | Brésil      | 0  | 0      | 2      | 2     |
| 6     | Mexique     | 0  | 0      | 2      | 2     |
| 8     | Cuba        | 0  | 0      | 1      | 1     |
| Total | Total       | 7  | 7      | 14     | 28    |

Source : (en) Classement par nations.